# Denis Wucherer
Denis Wucherer (Magonza, 7 maggio 1973) è un allenatore di pallacanestro ed ex cestista tedesco.

## Carriera
Con la Germania ha disputato quattro edizioni dei Campionati europei (1995, 1997, 1999, 2005).

## Palmarès

### Giocatore
- Campionato tedesco: 4

Bayer Leverkusen: 1992-93, 1993-94, 1994-95, 1995-96
- Campionato belga: 2

Ostenda: 2005-06, 2006-07
- Coppa di Germania: 2

Bayer GLeverkusen: 1993, 1995
- Supercoppa italiana: 1

Varese: 1999